# Powell River Airport
Powell River Airport är en flygplats i Kanada. Den ligger i den sydvästra delen av landet, 3 600 km väster om huvudstaden Ottawa. Powell River Airport ligger 112 meter över havet.
Terrängen runt Powell River Airport är kuperad åt nordost, men åt sydväst är den platt. Havet är nära Powell River Airport åt sydväst. Närmaste större samhälle är Powell River, 4,4 km nordväst om Powell River Airport. 
Trakten runt Powell River Airport är nära nog obefolkad, med mindre än två invånare per kvadratkilometer.